# Star Trek: Renegades
Star Trek: Proscriși  (titlu original: Star Trek: Renegades) este un film SF american din 2015 regizat de Tim Russ. Este o producție neoficială realizată de fanii universului fictiv Star Trek. Rolurile principale au fost interpretate de actorii Walter Koenig, Sean Young, Robert Picardo și Tim Russ.

## Prezentare
Au trecut zece ani de la întoarcerea navei Voyager din Cuadrantul Delta și Federația se află în criză. Principalii furnizori ai Federației de cristale de dilitiu (catalizatorul primar pentru combustibilul utilizat în călătoria mai repede ca lumina) au dispărut. Spațiul și timpul au fost înfășurate în jurul mai multor planete, izolându-le față de restul universului. Fenomenul nu este natural - cineva sau ceva este cauza a celor întâmplate. Necesitatea de a opri acest lucru duce la măsuri drastice; dintre care unele sunt în afara jurisdicției normale ale Federației. De aceea, amiralul Pavel Chekov, șeful Spionajului Flotei, apelează  la cmdr. Tuvok, fostul ofițer de securitate de pe Voyager și actualul șef al nerecunoscutei și nou reorganizatei Secțiunea 31, o instituție autonomă de informații și de apărare a Flotei. Tuvok trebuie să adune împreună un nou echipaj sub acoperire, unul de renegați, în mare parte proscriși, pungași și chiar infractori. Acest nou echipaj este însărcinat cu cercetarea cauzei plierii timpului și a spațiului și să oprească acest lucru cu orice preț. 
Aceștia însă trebuie să lase deoparte diferențele dintre ei și să nu mai încerce să se omoare unul pe altul în timpul desfășurării misiunii.

## Distribuție

### Rolurile principale
- Walter Koenig ca Amiral Pavel Chekov[3]
- Tim Russ ca Tuvok.[1]
- Adrienne Wilkinson - Căpitan Lexxa Singh[4]
- Sean Young ca Dr. Lucien[5]
- Robert Picardo ca Dr. Lewis Zimmerman[5]
- Gary Graham ca Ragnar[5]
- Richard Herd ca Amiral Owen Paris[6]
- Manu Intiraymi ca Icheb[1]
- Courtney Peldon ca Shree[7]
- Larissa Gomes ca T’Leah.[5]
- Corin Nemec - Căpitan Alvarez.[5]
- Bruce A. Young ca Borrada.[5]
- Edward Furlong ca Fixer.[4]
- Chasty Ballesteros ca Ronara[4]
- Tarah Paige - Comandor Petrona[4]
- Kevin Fry ca Jaro Ruk[5]
- Grant Imahara ca Lt. Masaru[4]
- Rico E. Anderson ca Boras[5]
- Vic Mignogna ca Garis[4]

### Rolurile secundare
- Herbert Jefferson Jr. ca Adiral Satterle
- Jason Matthew Smith ca Malbon
- Adam J. Yeend - Starfleet Technical Officer
- Sinn Bodhi - Syphon 1

## Producție

### Finanțare
Finanțarea principală a fost realizată prin intermediul a trei campanii de succes pe Kickstarter și Indiegogo în 2012, 2013 și 2014

### Muzică
Coloana sonoră a filmului este creată de Justin R. Durban. Timpul total este de 1,3 ore.
| #   | Piesă                                        |
| --- | -------------------------------------------- |
| 01. | Invictus                                     |
| 02. | Last Kill                                    |
| 03. | Assemble A Crew                              |
| 04. | Heist                                        |
| 05. | Prison                                       |
| 06. | Cadet Chekov                                 |
| 07. | Pursuit                                      |
| 08. | The Mission                                  |
| 09. | Stay True                                    |
| 10. | Photons, Force Fields and Holo-Matter        |
| 11. | Sabotage - Shree                             |
| 12. | In and Out Fast                              |
| 13. | Spirit Without Discipline                    |
| 14. | Battlestations                               |
| 15. | Renegades                                    |
| 16. | Sacrifice                                    |
| 17. | Tunnels of Syphon                            |
| 18. | One Way Trip                                 |
| 19. | Out of the Night - Make This Fair            |
| 20. | They're Up to Something - We Will Annihilate |
| 21. | Breaking Free - A Slow and Painful Death     |
| 22. | I'll Stay                                    |
| 23. | Forward                                      |
| 24. | End Credits                                  |